# Елмор (Вермонт)
Елмор (англ. Elmore) — місто (англ. town) в США, в окрузі Ламойлл штату Вермонт. Населення — 886 осіб (2020).

## Демографія
Згідно з переписом 2010 року, у місті мешкало 855 осіб у 366 домогосподарствах у складі 234 родин. Було 543 помешкання
Расовий склад населення:
| - 98,1 % — білих - 0,4 % — азіатів - 0,1 % — корінних американців - 0,1 % — чорних або афроамериканців |

До двох чи більше рас належало 1,1 %. Частка іспаномовних становила 1,3 % від усіх жителів.
За віковим діапазоном населення розподілялося таким чином: 21,9 % — особи молодші 18 років, 65,1 % — особи у віці 18—64 років, 13,0 % — особи у віці 65 років та старші. Медіана віку мешканця становила 46,1 року. На 100 осіб жіночої статі у місті припадало 94,8 чоловіків;  на 100 жінок у віці від 18 років та старших — 94,2 чоловіків також старших 18 років.
Середній дохід на одне домашнє господарство  становив 98 291 долар США (медіана — 78 229), а середній дохід на одну сім'ю — 112 872 долари (медіана — 91 500). Медіана доходів становила 58 929 доларів для чоловіків та 53 125 доларів для жінок. За межею бідності перебувало 7,6 % осіб, у тому числі 1,6 % дітей у віці до 18 років та 5,6 % осіб у віці 65 років та старших.
Цивільне працевлаштоване населення становило 478 осіб. Основні галузі зайнятості: освіта, охорона здоров'я та соціальна допомога — 30,3 %, мистецтво, розваги та відпочинок — 13,0 %, будівництво — 10,7 %, публічна адміністрація — 9,2 %.